# یینس کنیپشیلد
 یینس کنیپشیلد (انگلیسی: Jens Knippschild؛ زاده ۱۵ فوریهٔ ۱۹۷۵) یک تنیس‌باز اهل آلمان است.